# انرژیکا موتور
انرژیکا موتور (انگلیسی: Energica Motor) شرکت تولید صنعتی ایتالیائی است، که در سال ۲۰۱۴ تأسیس شد.